# トゥルクスポル・ドルトムント
トゥルクスポル・ドルトムント（ドイツ語: Türkspor Dortmund 2000 e.V.）は、ドイツ・ノルトライン＝ヴェストファーレン州ドルトムントをホームタウンとするサッカークラブである。

## 歴史
1991年、SVボルジッヒプラッツ・ゲンチェルビルリとして設立。
1992/93シーズン、ドイツ・ドルトムント地区リーグCに参入で優勝し地区リーグBに昇格。
1995年、地区リーグB優勝し地区リーグAに昇格。
1998/99シーズン、地区リーグA準優勝。
2000年、SVボルジッヒプラッツ・ゲンチェルビルリからトゥルクスポル・ドルトムントを改称し設立。
2001/02シーズン、地区リーグA8位。
2009/10シーズン、地区リーグA出場しないため地区リーグBに降格。
2012/13シーズン、地区リーグB2位。
2013/14シーズン、地区リーグB3位。
2014/15シーズン、地区リーグB優勝、地区リーグA昇格。
2015/16シーズン、地区リーグA15位、地区リーグB降格。
2016/17シーズン、地区リーグB3位。
2017/18シーズン、地区リーグB優勝、地区リーグA昇格。
2018/19シーズン、地区リーグA2位。
2019/20シーズン、地区リーグ優勝、ステートリーグ3西地区昇格。
2021/22シーズン、ステートリーグ3西地区優勝、オーバーリーガ・ヴェストファーレン昇格。
2022/23シーズン、オーバーリーガ・ヴェストファーレン優勝。
2023/24シーズン、オーバーリーガ・ヴェストファーレン2位、レギオナルリーガ・ヴェスト昇格。

## 過去の成績
- 2000-01 地区リーグA ドルトムント 4位
- 2001-02 地区リーグA ドルトムント 9位
- 2002-03 地区リーグA ドルトムント 9位
- 2003-04 地区リーグA ドルトムント 8位
- 2004-05 地区リーグA ドルトムント 7位
- 2005-06 地区リーグA ドルトムント 11位
- 2006-07 地区リーグA ドルトムント 9位
- 2007-08 地区リーグA ドルトムント 5位
- 2008-09 地区リーグA ドルトムント 8位
- 2009-10 地区リーグA ドルトムント 16位 降格
- 2010-11 地区リーグB ドルトムント 13位
- 2011-12 地区リーグB ドルトムント 7位
- 2012-13 地区リーグB ドルトムント 2位
- 2013-14 地区リーグB ドルトムント 3位
- 2014-15 地区リーグB ドルトムント 優勝 昇格
- 2015-16 地区リーグA ドルトムント 15位 降格
- 2016-17 地区リーグB ドルトムント 3位
- 2017-18 地区リーグB ドルトムント 優勝 昇格
- 2018-19 地区リーグA ドルトムント 2位
- 2019-20 地区リーグ 優勝 昇格
- 2020-21 ステートリーグ3 西地区 9位
- 2021-22 ステートリーグ3 西地区 優勝 昇格
- 2022-23 オーバーリーガ・ヴェストファーレン 優勝
- 2023-24 オーバーリーガ・ヴェストファーレン 2位 昇格

## タイトル

### 国内タイトル
- オーバーリーガ・ヴェストファーレン：1回
  - 2022-23
- ステートリーグ3 西地区：1回
  - 2021-22
- 地区リーグ：1回
  - 2019-20
- ドルトムント地区リーグB：2回
  - 2014-15、2017-18

### 国際タイトル
- なし

## 歴代監督
- トミスラヴ・ニコリッチ -2019
- ビュレント・カラ 2019
- レザ・ハッサーニ 2019-2020
- セバスティアン・ティラワ 2021、2022-
- オルハン・オズカラ 2022

## 歴代所属選手
- ソネル・デミル 2017-2022
- ムサ・ファル 2017-2018
- サミル・ズルフィッチ 2019-2021
- イアゴ・アウグスト・デ・カルヴァーリョ 2019-2022
- アヤラ 2022-2023
- ロエム・バラン・スバシ 2023-2024